# Óros Klókova
Óros Klókova är ett berg i Grekland.   Det ligger i prefekturen Nomós Aitolías kai Akarnanías och regionen Västra Grekland, i den centrala delen av landet, 180 km väster om huvudstaden Aten. Toppen på Óros Klókova är 1 023 meter över havet, eller 679 meter över den omgivande terrängen. Bredden vid basen är 10,6 km.
Terrängen runt Óros Klókova är varierad. Havet är nära Óros Klókova söderut. Närmaste större samhälle är Patras, 13,9 km söder om Óros Klókova. 